# Campeonato Mundial de Curling Femenino de 1999
El XXI Campeonato Mundial de Curling Femenino se celebró en Saint John (Canadá) entre el 3 y el 11 de abril de 1999 bajo la organización de la Federación Mundial de Curling (WCF) y la Federación Canadiense de Curling.
Las competiciones se realizaron en el Harbour Station de la ciudad canadiense.

## Tabla de posiciones
| Pos | Equipo         | G | P | G–P |
| --- | -------------- | - | - | --- |
| 1   | Suecia         | 8 | 1 | –   |
| 2   | Noruega        | 7 | 2 | –   |
| 3   | Estados Unidos | 6 | 3 | –   |
| 4   | Dinamarca      | 5 | 4 | –   |
| 5   | Canadá         | 4 | 5 | –   |
| 6   | Alemania       | 4 | 5 | –   |
| 7   | Suiza          | 4 | 5 | –   |
| 8   | Finlandia      | 3 | 6 | 1–0 |
| 9   | Japón          | 3 | 6 | 0–1 |
| 10  | Escocia        | 1 | 8 | –   |

## Cuadro final
|  | Semifinales    | Semifinales    |   |           | Final        | Final |  |
|  |                |                |   |           |              |       |  |
|  |                |                |   |           |              |       |  |
|  | Suecia         | 8              |   |           |              |       |  |
|  | Dinamarca      | 7              |   |           |              |       |  |
|  |                |                |   |           |              |       |  |
|  |                |                |   |           |              |       |  |
|  |                |                |   |           | Suecia       | 8     |  |
|  |                | Estados Unidos | 5 |           |              |       |  |
|  |                |                |   |           |              |       |  |
|  |                |                |   |           |              |       |  |
|  |                |                |   |           | Tercer lugar |       |  |
|  |                |                |   |           |              |       |  |
|  | Noruega        | 6              |   | Dinamarca | 8            |       |  |
|  | Estados Unidos | 7              |   |           | Noruega      | 7     |  |